# Plexippus devorans
Plexippus devorans là một loài nhện trong họ Salticidae.
Loài này thuộc chi Plexippus. Plexippus devorans được Octavius Pickard-Cambridge miêu tả năm 1872.